# Kazuki Fujimoto
Kazuki Fujimoto (藤本 一輝 Fujimoto Kazuki?), född 29 juli 1998 i Fukuoka prefektur, är en japansk fotbollsspelare.
Fujimoto började sin karriär 2020 i Oita Trinita.